# Хиль, Матео
Франси́ско Мате́о Хиль Родри́гес (исп. Francisco Mateo Gil Rodríguez; 23 сентября 1972, Лас-Пальмас-де-Гран-Канария) — испанский кинорежиссёр и сценарист, продюсер, оператор-постановщик. Дружен и сотрудничает с Алехандро Аменабаром. Четырежды лауреат премии «Гойя».

## Фильмография

### Сценарист
- 1996: Диссертация / Tesis
- 1997: Открой глаза / Abre los ojos
- 1998: Вторжение в жилище / Allanamiento de morada
- 1999: Никто никого не знает / Nadie conoce a nadie (по одноимённому роману Хуана Бонильи)
- 2001: Ванильное небо / Vanilla Sky
- 2004: Море внутри / Mar adentro
- 2005: Метод Грёнхольма / El Método
- 2009: Агора / Ágora

### Режиссёр
- 1993: До поцелуя / Antes del beso
- 1994: Приснилось, что убиваю тебя / Soñé que te mataba
- 1998: Вторжение в жилище / Allanamiento de morada
- 1999: Никто никого не знает / Nadie conoce a nadie
- 2011: Блэкторн / Blackthorn